# Bambang Pamungkas
Bambang Pamungkas es un futbolista y entrenador de fútbol indonesio que jugó como centro delantero para la Selección de fútbol de Indonesia. El primer gol internacional que Bambang anotó fue en la Copa del Tigre en el 2002 en un partido contra la Selección de fútbol de Malasia.
A pesar de su baja estatura (170 cm) Bambang era célebre por su habilidad para anotar goles de cabeza.
Bambang jugó en Malasia para el Selangor FC, donde ha sido campeón de varios torneos domésticos y se ha consolidado como el goleador más importante en la historia de ese país.

## Participaciones en la selección nacional
- Copa del Tigre 2002
- Copa Asiática 2004
- Copa de la AFF 2006
- Copa Asiática 2007

- Datos: Q975434
- Multimedia: Bambang Pamungkas / Q975434